# Saison 2003-2004 de la LHOu
Saison précédente Saison suivante
La saison 2003-2004 est la 38e saison de hockey sur glace de la Ligue de hockey de l'Ouest. Les Tigers de Medicine Hat remporte la Coupe du Président en battant les Silvertips d'Everett en série éliminatoire, alors que les Rockets de Kelowna sont les hôtes ainsi que l'équipe championne de la Coupe Memorial.

## Saison régulière
Ajout avant le début de la saison des Silvertips d'Everett, qui deviennent la vingtième franchise active de la LHOu. Elle rejoint alors la division U.S. et connait une première saison remarquable en brisant pas moins de dix records de la ligue, donc celui d'être la seule franchise de l'histoire de la LHOu à remporte le titre championnat de sa division et celui de sa conférence au cours de sa première saison d'existence.

### Classement
| Division Est             | PJ | V  | D  | N  | DP | Pts | BP  | BC  |
| ------------------------ | -- | -- | -- | -- | -- | --- | --- | --- |
| Warriors de Moose Jaw    | 72 | 41 | 22 | 8  | 1  | 91  | 209 | 172 |
| Raiders de Prince Albert | 72 | 38 | 23 | 6  | 5  | 87  | 215 | 186 |
| Wheat Kings de Brandon   | 72 | 28 | 32 | 9  | 3  | 68  | 230 | 224 |
| Pats de Regina           | 72 | 24 | 37 | 7  | 4  | 59  | 155 | 232 |
| Blades de Saskatoon      | 72 | 7  | 52 | 11 | 2  | 27  | 140 | 279 |

| Division Centrale        | PJ | V  | D  | N  | DP | Pts | BP  | BC  |
| ------------------------ | -- | -- | -- | -- | -- | --- | --- | --- |
| Tigers de Medicine Hat   | 72 | 40 | 20 | 9  | 3  | 92  | 277 | 216 |
| Rebels de Red Deer       | 72 | 35 | 22 | 10 | 5  | 85  | 167 | 169 |
| Hitmen de Calgary        | 72 | 34 | 24 | 8  | 6  | 82  | 220 | 187 |
| Broncos de Swift Current | 72 | 36 | 29 | 7  | 0  | 79  | 234 | 209 |
| Hurricanes de Lethbridge | 72 | 27 | 28 | 10 | 7  | 71  | 196 | 203 |

| Division B.C.            | PJ | V  | D  | N | DP | Pts | BP  | BC  |
| ------------------------ | -- | -- | -- | - | -- | --- | --- | --- |
| Rockets de Kelowna       | 72 | 47 | 21 | 4 | 0  | 98  | 185 | 125 |
| Giants de Vancouver      | 72 | 33 | 24 | 9 | 6  | 81  | 215 | 196 |
| Blazers de Kamloops      | 72 | 34 | 28 | 8 | 2  | 78  | 192 | 192 |
| Ice de Kootenay          | 72 | 32 | 30 | 7 | 3  | 74  | 183 | 200 |
| Cougars de Prince George | 72 | 30 | 34 | 7 | 1  | 68  | 214 | 236 |

| Division U.S.            | PJ | V  | D  | N  | DP | Pts | BP  | BC  |
| ------------------------ | -- | -- | -- | -- | -- | --- | --- | --- |
| Silvertips d'Everett     | 72 | 35 | 27 | 8  | 2  | 80  | 157 | 153 |
| Winter Hawks de Portland | 72 | 34 | 29 | 6  | 3  | 77  | 199 | 206 |
| Americans de Tri-City    | 72 | 31 | 27 | 10 | 4  | 76  | 199 | 206 |
| Chiefs de Spokane        | 72 | 32 | 29 | 4  | 7  | 75  | 200 | 215 |
| Thunderbirds de Seattle  | 72 | 24 | 31 | 8  | 9  | 65  | 192 | 198 |

### Meilleurs pointeurs
| Joueur           | Équipe        | PJ | B  | A  | Pts | Pun |
| ---------------- | ------------- | -- | -- | -- | --- | --- |
| Tyler Redenbach  | Swift Current | 71 | 31 | 74 | 105 | 52  |
| Jeremy Williams  | Swift Current | 68 | 52 | 49 | 101 | 82  |
| Kyle Brodziak    | Moose Jaw     | 70 | 39 | 54 | 93  | 58  |
| Brad Schell      | Spokane       | 71 | 35 | 57 | 92  | 47  |
| Chris St. Jaques | Medicine Hat  | 64 | 33 | 59 | 92  | 80  |
| Chad Klassen     | Spokane       | 72 | 35 | 56 | 91  | 67  |
| Seth Leonard     | Prince Albert | 72 | 50 | 40 | 90  | 53  |
| Eric Fehr        | Brandon       | 71 | 40 | 34 | 84  | 129 |
| Adam Courchaine  | Vancouver     | 70 | 39 | 43 | 82  | 34  |
| Darren Reid      | Medicine Hat  | 67 | 33 | 48 | 81  | 194 |

## Séries éliminatoires
|  | Huitièmes de finale      | Huitièmes de finale    |                        |   | Quarts de finale | Quarts de finale |  |  | Demi-finales | Demi-finales |  |  | Finale | Finale |
|  | Huitièmes de finale      | Huitièmes de finale    |                        |   | Quarts de finale | Quarts de finale |  |  | Demi-finales | Demi-finales |  |  | Finale | Finale |
|  |                          |                        |                        |   |                  |                  |  |  |              |              |  |  |        |        |
|  |                          |                        |                        |   |                  |                  |  |  |              |              |  |  |        |        |
|  |                          |                        |                        |   |                  |                  |  |  |              |              |  |  |        |        |
|  | Warriors de Moose Jaw    | 4                      |                        |   |                  |                  |  |  |              |              |  |  |        |        |
|  | Warriors de Moose Jaw    | 4                      |                        |   |                  |                  |  |  |              |              |  |  |        |        |
|  | Pats de Regina           | 0                      |                        |   |                  |                  |  |  |              |              |  |  |        |        |
|  | Pats de Regina           | 0                      | Warriors de Moose Jaw  | 2 |                  |                  |  |  |              |              |  |  |        |        |
|  |                          |                        | Warriors de Moose Jaw  | 2 |                  |                  |  |  |              |              |  |  |        |        |
|  |                          | Rebels de Red Deer     | 4                      |   |                  |                  |  |  |              |              |  |  |        |        |
|  | Rebels de Red Deer       | Rebels de Red Deer     | 4                      | 4 |                  |                  |  |  |              |              |  |  |        |        |
|  | Rebels de Red Deer       |                        |                        | 4 |                  |                  |  |  |              |              |  |  |        |        |
|  | Hitmen de Calgary        | 3                      |                        |   |                  |                  |  |  |              |              |  |  |        |        |
|  | Hitmen de Calgary        | 3                      | Rebels de Red Deer     | 2 |                  |                  |  |  |              |              |  |  |        |        |
|  |                          |                        | Rebels de Red Deer     | 2 |                  |                  |  |  |              |              |  |  |        |        |
|  |                          | Tigers de Medicine Hat | 4                      |   |                  |                  |  |  |              |              |  |  |        |        |
|  | Raiders de Prince Albert | Tigers de Medicine Hat | 4                      | 2 |                  |                  |  |  |              |              |  |  |        |        |
|  | Raiders de Prince Albert |                        |                        | 2 |                  |                  |  |  |              |              |  |  |        |        |
|  | Wheat Kings de Brandon   | 4                      |                        |   |                  |                  |  |  |              |              |  |  |        |        |
|  | Wheat Kings de Brandon   | 4                      | Wheat Kings de Brandon | 1 |                  |                  |  |  |              |              |  |  |        |        |
|  |                          |                        | Wheat Kings de Brandon | 1 |                  |                  |  |  |              |              |  |  |        |        |
|  |                          | Tigers de Medicine Hat | 4                      |   |                  |                  |  |  |              |              |  |  |        |        |
|  | Tigers de Medicine Hat   | Tigers de Medicine Hat | 4                      | 4 |                  |                  |  |  |              |              |  |  |        |        |
|  | Tigers de Medicine Hat   |                        |                        | 4 |                  |                  |  |  |              |              |  |  |        |        |
|  | Broncos de Swift Current | 0                      |                        |   |                  |                  |  |  |              |              |  |  |        |        |
|  | Broncos de Swift Current | 0                      | Tigers de Medicine Hat | 4 |                  |                  |  |  |              |              |  |  |        |        |
|  |                          |                        | Tigers de Medicine Hat | 4 |                  |                  |  |  |              |              |  |  |        |        |
|  |                          | Silvertips d'Everett   | 0                      |   |                  |                  |  |  |              |              |  |  |        |        |
|  | Rockets de Kelowna       | Silvertips d'Everett   | 0                      | 4 |                  |                  |  |  |              |              |  |  |        |        |
|  | Rockets de Kelowna       |                        |                        | 4 |                  |                  |  |  |              |              |  |  |        |        |
|  | Ice de Kootenay          | 0                      |                        |   |                  |                  |  |  |              |              |  |  |        |        |
|  | Ice de Kootenay          | 0                      | Rockets de Kelowna     | 4 |                  |                  |  |  |              |              |  |  |        |        |
|  |                          |                        | Rockets de Kelowna     | 4 |                  |                  |  |  |              |              |  |  |        |        |
|  |                          | Americans de Tri-City  | 2                      |   |                  |                  |  |  |              |              |  |  |        |        |
|  | Winter Hawks de Portland | Americans de Tri-City  | 2                      | 1 |                  |                  |  |  |              |              |  |  |        |        |
|  | Winter Hawks de Portland |                        |                        | 1 |                  |                  |  |  |              |              |  |  |        |        |
|  | Americans de Tri-City    | 4                      |                        |   |                  |                  |  |  |              |              |  |  |        |        |
|  | Americans de Tri-City    | 4                      | Rockets de Kelowna     | 3 |                  |                  |  |  |              |              |  |  |        |        |
|  |                          |                        | Rockets de Kelowna     | 3 |                  |                  |  |  |              |              |  |  |        |        |
|  |                          | Silvertips d'Everett   | 4                      |   |                  |                  |  |  |              |              |  |  |        |        |
|  | Giants de Vancouver      | Silvertips d'Everett   | 4                      | 4 |                  |                  |  |  |              |              |  |  |        |        |
|  | Giants de Vancouver      |                        |                        | 4 |                  |                  |  |  |              |              |  |  |        |        |
|  | Blazers de Kamloops      | 1                      |                        |   |                  |                  |  |  |              |              |  |  |        |        |
|  | Blazers de Kamloops      | 1                      | Giants de Vancouver    | 2 |                  |                  |  |  |              |              |  |  |        |        |
|  |                          |                        | Giants de Vancouver    | 2 |                  |                  |  |  |              |              |  |  |        |        |
|  |                          | Silvertips d'Everett   | 4                      |   |                  |                  |  |  |              |              |  |  |        |        |
|  | Silvertips d'Everett     | Silvertips d'Everett   | 4                      | 4 |                  |                  |  |  |              |              |  |  |        |        |
|  | Silvertips d'Everett     |                        |                        | 4 |                  |                  |  |  |              |              |  |  |        |        |
|  | Chiefs de Spokane        | 0                      |                        |   |                  |                  |  |  |              |              |  |  |        |        |
|  | Chiefs de Spokane        | 0                      |                        |   |                  |                  |  |  |              |              |  |  |        |        |

## Honneurs et trophées
- Trophée Scotty-Munro, remis au champion de la saison régulière : Rockets de Kelowna.
- Trophée commémoratif des quatre Broncos, remis au meilleur joueur : Cam Ward, Rebels de Red Deer.
- Trophée Daryl-K.-(Doc)-Seaman, remis au meilleur joueur étudiant : Devan Dubnyk, Blazers de Kamloops.
- Trophée Bob-Clarke, remis au meilleur pointeur : Tyler Redenbach, Broncos de Swift Current.
- Trophée Brad-Hornung, remis au joueur ayant le meilleur esprit sportif : Nigel Dawes, Ice de Kootenay.
- Trophée commémoratif Bill-Hunter, remis au meilleur défenseur : Dion Phaneuf, Rebels de Red Deer.
- Trophée Jim-Piggott, remis à la meilleure recrue : Gilbert Brule, Giants de Vancouver.
- Trophée Del-Wilson, remis au meilleur gardien : Cam Ward, Rebels de Red Deer.
- Trophée Dunc-McCallum, remis au meilleur entraîneur : Kevin Constantine, Silvertips d'Everett.
- Trophée Lloyd-Saunders, remis au membre exécutif de l'année : Kelly Kisio, Hitmen de Calgary.
- Trophée Allen-Paradice, remis au meilleur arbitre : Rob Matsuoka.
- Trophée St. Clair Group, remis au meilleur membre des relations publique : Mark Stiles, Hitmen de Calgary.
- Trophée Doug-Wickenheiser, remis au joueur ayant démontré la meilleure implication auprès de sa communauté : Braydon Coburn, Winter Hawks de Portland.
- Trophée plus-moins de la WHL, remis au joueur ayant le meilleur ratio +/- : Andrew Ladd, Hitmen de Calgary.
- Trophée airBC, remis au meilleur joueur en série éliminatoire : Kevin Nastiuk, Tigers de Medicine Hat.